# 2022-es Formula–1 kanadai nagydíj
A kanadai nagydíj a 2022-es Formula–1 világbajnokság kilencedik futama volt, amelyet 2022. június 17. és június 19. között rendeztek meg a Circuit Gilles Villeneuve versenypályán, Montréalban.

## Választható keverékek
| Abroncs              | Friss | Használt |
| -------------------- | ----- | -------- |
| Kemény keverék (C3)  |       |          |
| Közepes keverék (C4) |       |          |
| Lágy keverék (C5)    |       |          |
| Átmeneti esőgumi (I) |       |          |
| Teljes esőgumi (W)   |       |          |

## Szabadedzések

### Első szabadedzés
A kanadai nagydíj első szabadedzését június 17-én, pénteken délután tartották, magyar idő szerint 20:00-tól.
| helyezés | versenyző        | csapat/motor          | elért idő | különbség | futott kör |
| -------- | ---------------- | --------------------- | --------- | --------- | ---------- |
| 1        | Max Verstappen   | Red Bull-RBPT         | 1:15,158  | −         | 27         |
| 2        | Carlos Sainz Jr. | Ferrari               | 1:15,404  | +0,246    | 34         |
| 3        | Fernando Alonso  | Alpine-Renault        | 1:15,531  | +0,373    | 31         |
| 4        | Sergio Pérez     | Red Bull-RBPT         | 1:15,619  | +0,461    | 32         |
| 5        | Charles Leclerc  | Ferrari               | 1:15,666  | +0,508    | 30         |
| 6        | George Russell   | Mercedes              | 1:15,822  | +0,664    | 29         |
| 7        | Lance Stroll     | Aston Martin-Mercedes | 1:15,877  | +0,719    | 32         |
| 8        | Lewis Hamilton   | Mercedes              | 1:15,877  | +0,719    | 27         |
| 9        | Sebastian Vettel | Aston Martin-Mercedes | 1:16,041  | +0,883    | 33         |
| 10       | Daniel Ricciardo | McLaren-Mercedes      | 1:16,083  | +0,925    | 29         |
| 11       | Pierre Gasly     | AlphaTauri-RBPT       | 1:16,165  | +1,007    | 29         |
| 12       | Lando Norris     | McLaren-Mercedes      | 1:16,211  | +1,053    | 17         |
| 13       | Alexander Albon  | Williams-Mercedes     | 1:16,308  | +1,150    | 29         |
| 14       | Cunoda Júki      | AlphaTauri-RBPT       | 1:16,322  | +1,164    | 33         |
| 15       | Esteban Ocon     | Alpine-Renault        | 1:16,421  | +1,263    | 26         |
| 16       | Valtteri Bottas  | Alfa Romeo-Ferrari    | 1:16,426  | +1,268    | 27         |
| 17       | Csou Kuan-jü     | Alfa Romeo-Ferrari    | 1:17,152  | +1,994    | 30         |
| 18       | Mick Schumacher  | Haas-Ferrari          | 1:17,223  | +2,065    | 25         |
| 19       | Nicholas Latifi  | Williams-Mercedes     | 1:17,241  | +2,083    | 33         |
| 20       | Kevin Magnussen  | Haas-Ferrari          | 1:17,555  | +2,397    | 31         |

### Második szabadedzés
A kanadai nagydíj második szabadedzését június 17-én, pénteken délután tartották, magyar idő szerint 23:00-tól.
| helyezés | versenyző        | csapat/motor          | elért idő  | különbség | futott kör |
| -------- | ---------------- | --------------------- | ---------- | --------- | ---------- |
| 1        | Max Verstappen   | Red Bull-RBPT         | 1:14,127   | −         | 33         |
| 2        | Charles Leclerc  | Ferrari               | 1:14,208   | +0,081    | 32         |
| 3        | Carlos Sainz Jr. | Ferrari               | 1:14,352   | +0,225    | 32         |
| 4        | Sebastian Vettel | Aston Martin-Mercedes | 1:14,442   | +0,315    | 35         |
| 5        | Fernando Alonso  | Alpine-Renault        | 1:14,543   | +0,416    | 24         |
| 6        | Pierre Gasly     | AlphaTauri-RBPT       | 1:14,879   | +0,752    | 34         |
| 7        | George Russell   | Mercedes              | 1:14,971   | +0,844    | 31         |
| 8        | Lando Norris     | McLaren-Mercedes      | 1:14,987   | +0,860    | 30         |
| 9        | Daniel Ricciardo | McLaren-Mercedes      | 1:15,033   | +0,906    | 31         |
| 10       | Esteban Ocon     | Alpine-Renault        | 1:15,119   | +0,992    | 32         |
| 11       | Sergio Pérez     | Red Bull-RBPT         | 1:15,167   | +1,040    | 29         |
| 12       | Lance Stroll     | Aston Martin-Mercedes | 1:15,396   | +1,269    | 34         |
| 13       | Lewis Hamilton   | Mercedes              | 1:15,421   | +1,294    | 25         |
| 14       | Kevin Magnussen  | Haas-Ferrari          | 1:15,499   | +1,372    | 34         |
| 15       | Mick Schumacher  | Haas-Ferrari          | 1:15,516   | +1,389    | 35         |
| 16       | Csou Kuan-jü     | Alfa Romeo-Ferrari    | 1:15,526   | +1,399    | 31         |
| 17       | Cunoda Júki      | AlphaTauri-RBPT       | 1:15,567   | +1,440    | 37         |
| 18       | Alexander Albon  | Williams-Mercedes     | 1:16,171   | +2,044    | 30         |
| 19       | Nicholas Latifi  | Williams-Mercedes     | 1:16,509   | +2,382    | 27         |
| 20       | Valtteri Bottas  | Alfa Romeo-Ferrari    | idő nélkül |           | 3          |

### Harmadik szabadedzés
A kanadai nagydíj harmadik szabadedzését június 18-án, szombaton délután tartották, magyar idő szerint 19:00-től.
| helyezés | versenyző        | csapat/motor          | elért idő  | különbség | futott kör |
| -------- | ---------------- | --------------------- | ---------- | --------- | ---------- |
| 1        | Fernando Alonso  | Alpine-Renault        | 1:33,836   | −         | 15         |
| 2        | Pierre Gasly     | AlphaTauri-RBPT       | 1:33,889   | +0,053    | 18         |
| 3        | Sebastian Vettel | Aston Martin-Mercedes | 1:33,891   | +0,055    | 18         |
| 4        | Esteban Ocon     | Alpine-Renault        | 1:34,003   | +0,167    | 16         |
| 5        | Daniel Ricciardo | McLaren-Mercedes      | 1:34,110   | +0,274    | 14         |
| 6        | Lando Norris     | McLaren-Mercedes      | 1:34,248   | +0,412    | 13         |
| 7        | George Russell   | Mercedes              | 1:34,259   | +0,423    | 11         |
| 8        | Sergio Pérez     | Red Bull-RBPT         | 1:34,498   | +0,662    | 10         |
| 9        | Max Verstappen   | Red Bull-RBPT         | 1:34,616   | +0,780    | 10         |
| 10       | Carlos Sainz Jr. | Ferrari               | 1:34,778   | +0,942    | 18         |
| 11       | Valtteri Bottas  | Alfa Romeo-Ferrari    | 1:35,016   | +1,180    | 15         |
| 12       | Csou Kuan-jü     | Alfa Romeo-Ferrari    | 1:35,213   | +1,377    | 15         |
| 13       | Lance Stroll     | Aston Martin-Mercedes | 1:35,531   | +1,695    | 23         |
| 14       | Kevin Magnussen  | Haas-Ferrari          | 1:35,643   | +1,807    | 17         |
| 15       | Lewis Hamilton   | Mercedes              | 1:35,692   | +1,856    | 12         |
| 16       | Alexander Albon  | Williams-Mercedes     | 1:35,761   | +1,925    | 17         |
| 17       | Cunoda Júki      | AlphaTauri-RBPT       | 1:36,261   | +2,425    | 27         |
| 18       | Mick Schumacher  | Haas-Ferrari          | 1:37,388   | +3,552    | 18         |
| 19       | Nicholas Latifi  | Williams-Mercedes     | 1:38,394   | +4,558    | 11         |
| 20       | Charles Leclerc  | Ferrari               | idő nélkül |           | 5          |

## Időmérő edzés
A kanadai időmérő edzését június 18-án, szombat délután tartották, magyar idő szerint 22:00-től.
| helyezés              | rajtszám | versenyző        | csapat/motor          | 1. rész  | 2. rész  | 3. rész  | rajthely | futott kör |
| --------------------- | -------- | ---------------- | --------------------- | -------- | -------- | -------- | -------- | ---------- |
| 1                     | 1        | Max Verstappen   | Red Bull-RBPT         | 1:32,219 | 1:23,746 | 1:21,299 | 1        | 30         |
| 2                     | 14       | Fernando Alonso  | Alpine-Renault        | 1:32,277 | 1:24,848 | 1:21,944 | 2        | 29         |
| 3                     | 55       | Carlos Sainz Jr. | Ferrari               | 1:32,781 | 1:25,197 | 1:22,096 | 3        | 29         |
| 4                     | 44       | Lewis Hamilton   | Mercedes              | 1:33,841 | 1:25,543 | 1:22,891 | 4        | 31         |
| 5                     | 20       | Kevin Magnussen  | Haas-Ferrari          | 1:32,957 | 1:26,254 | 1:22,960 | 5        | 31         |
| 6                     | 47       | Mick Schumacher  | Haas-Ferrari          | 1:33,707 | 1:25,684 | 1:23,356 | 6        | 31         |
| 7                     | 31       | Esteban Ocon     | Alpine-Renault        | 1:33,012 | 1:26,135 | 1:23,529 | 7        | 30         |
| 8                     | 63       | George Russell   | Mercedes              | 1:33,160 | 1:24,950 | 1:23,557 | 8        | 30         |
| 9                     | 3        | Daniel Ricciardo | McLaren-Mercedes      | 1:33,636 | 1:26,375 | 1:23,749 | 9        | 30         |
| 10                    | 24       | Csou Kuan-jü     | Alfa Romeo-Ferrari    | 1:33,692 | 1:26,116 | 1:24,030 | 10       | 31         |
| 11                    | 77       | Valtteri Bottas  | Alfa Romeo-Ferrari    | 1:33,689 | 1:26,788 |          | 11       | 21         |
| 12                    | 23       | Alexander Albon  | Williams-Mercedes     | 1:34,047 | 1:26,858 |          | 12       | 21         |
| 13                    | 11       | Sergio Pérez     | Red Bull-RBPT         | 1:33,929 | 1:33,127 |          | 13       | 14         |
| 14                    | 4        | Lando Norris     | McLaren-Mercedes      | 1:34,066 |          |          | 14       | 13         |
| 15                    | 16       | Charles Leclerc  | Ferrari               | 1:33,008 |          |          | 19[a]    | 10         |
| 16                    | 10       | Pierre Gasly     | AlphaTauri-RBPT       | 1:34,492 |          |          | 15       | 11         |
| 17                    | 5        | Sebastian Vettel | Aston Martin-Mercedes | 1:34,512 |          |          | 16       | 12         |
| 18                    | 18       | Lance Stroll     | Aston Martin-Mercedes | 1:35,532 |          |          | 17       | 11         |
| 19                    | 6        | Nicholas Latifi  | Williams-Mercedes     | 1:35,660 |          |          | 18       | 11         |
| 20                    | 22       | Cunoda Júki      | AlphaTauri-RBPT       | 1:36,575 |          |          | 20[b]    | 4          |
| 107%-os idő: 1:38,674 |          |                  |                       |          |          |          |          |            |

Megjegyzések:
- ↑ a:  — Charles Leclerc és Cunoda Júki autójában több motorkomponenst is kicseréltek, ezzel azonban túllépte a szezonra vonatkozó maximális darabszámot, így a rajtrács leghátsó helyéről indulhatott.[3][4][5]

## Futam
A kanadai nagydíj futama június 19-én, vasárnap rajtolt el, magyar idő szerint 20:00-kor.
| helyezés | rajtszám | versenyző        | csapat/motor          | futott kör | idő/kiesés oka | rajthely | pont  |
| -------- | -------- | ---------------- | --------------------- | ---------- | -------------- | -------- | ----- |
| 1        | 1        | Max Verstappen   | Red Bull-RBPT         | 70         | 1:36:21,757    | 1        | 25    |
| 2        | 55       | Carlos Sainz Jr. | Ferrari               | 70         | +0,993         | 3        | 19[a] |
| 3        | 44       | Lewis Hamilton   | Mercedes              | 70         | +4,006         | 4        | 15    |
| 4        | 63       | George Russell   | Mercedes              | 70         | +12,313        | 8        | 12    |
| 5        | 16       | Charles Leclerc  | Ferrari               | 70         | +15,168        | 19       | 10    |
| 6        | 31       | Esteban Ocon     | Alpine-Renault        | 70         | +23,890        | 7        | 8     |
| 7        | 77       | Valtteri Bottas  | Alfa Romeo-Ferrari    | 70         | +25,247        | 11       | 6     |
| 8        | 24       | Csou Kuan-jü     | Alfa Romeo-Ferrari    | 70         | +26,952        | 10       | 4     |
| 9        | 14       | Fernando Alonso  | Alpine-Renault        | 70         | +29,945[b]     | 2        | 2     |
| 10       | 18       | Lance Stroll     | Aston Martin-Mercedes | 70         | +38,222        | 17       | 1     |
| 11       | 3        | Daniel Ricciardo | McLaren-Mercedes      | 70         | +43,047        | 9        |       |
| 12       | 5        | Sebastian Vettel | Aston Martin-Mercedes | 70         | +44,245        | 16       |       |
| 13       | 23       | Alexander Albon  | Williams-Mercedes     | 70         | +44,893        | 12       |       |
| 14       | 10       | Pierre Gasly     | AlphaTauri-RBPT       | 70         | +45,183        | 15       |       |
| 15       | 4        | Lando Norris     | McLaren-Mercedes      | 70         | +52,145[c]     | 14       |       |
| 16       | 6        | Nicholas Latifi  | Williams-Mercedes     | 70         | +59,978        | 18       |       |
| 17       | 20       | Kevin Magnussen  | Haas-Ferrari          | 70         | +1:08,180      | 5        |       |
| Ki       | 22       | Cunoda Júki      | AlphaTauri-RBPT       | 47         | baleset        | 20       |       |
| Ki       | 47       | Mick Schumacher  | Haas-Ferrari          | 18         | erőforrás      | 6        |       |
| Ki       | 11       | Sergio Pérez     | Red Bull-RBPT         | 7          | sebességváltó  | 13       |       |

Megjegyzések:
- ↑ a:  Carlos Sainz Jr. a helyezéséért járó pontok mellett a versenyben futott leggyorsabb körért további 1 pontot szerzett.
- ↑ b:  Fernando Alonso eredetileg a 7. helyen ért célba, de 5 másodperces időbüntetést kapott, mert többször is irányt változtatott védekezés közben, ezzel visszacsúszott a 9. helyre.[6]
- ↑ c:  Lando Norris 5 másodperces időbüntetést kapott a boxutcában való gyorshajtásért, ám helyezését ez nem befolyásolta.[7]

## A világbajnokság állása a verseny után
| H   | Versenyzők       | Pont | H   | Konstruktőrök         | Pont |
| --- | ---------------- | ---- | --- | --------------------- | ---- |
| 1.  | Max Verstappen   | 175  | 1.  | Red Bull-RBPT         | 304  |
| 2.  | Sergio Pérez     | 129  | 2.  | Ferrari               | 228  |
| 3.  | Charles Leclerc  | 126  | 3.  | Mercedes              | 188  |
| 4.  | George Russell   | 111  | 4.  | McLaren-Mercedes      | 65   |
| 5.  | Carlos Sainz Jr. | 102  | 5.  | Alpine-Renault        | 57   |
| 6.  | Lewis Hamilton   | 77   | 6.  | Alfa Romeo-Ferrari    | 51   |
| 7.  | Lando Norris     | 50   | 7.  | AlphaTauri-RBPT       | 27   |
| 8.  | Valtteri Bottas  | 46   | 8.  | Aston Martin-Mercedes | 16   |
| 9.  | Esteban Ocon     | 39   | 9.  | Haas-Ferrari          | 15   |
| 10. | Fernando Alonso  | 18   | 10. | Williams-Mercedes     | 3    |

(A teljes táblázat)

## Statisztikák
- Vezető helyen:
  - Max Verstappen: 53 kör (1-8, 20-42 és 49-70)
  - Carlos Sainz Jr.: 17 kör (9-19 és 43-48)
- Max Verstappen 15. pole-pozíciója és 26. futamgyőzelme.
- Fernando Alonso a 2012-es német nagydíjon indult utoljára az első sorból.[8]
- Carlos Sainz Jr. 2. versenyben futott leggyorsabb köre.
- A Red Bull Racing 82. futamgyőzelme.
- Max Verstappen 67., Carlos Sainz Jr. 11., Lewis Hamilton 184. dobogós helyezése.
- Max Verstappen 150. nagydíja.